# دارين ويبر
دارين ويبر (5 فبراير 1972 في زيمبابوي - ) (بالإنجليزية: Darren Weber)‏ هو لاعب كريكت زيمبابوي. لعب مع Matabeleland cricket team ‏.

## وصلات خارجية
- دارين ويبر على موقع إي آس بي آن كريك إنفو (الإنجليزية)